# Battaglia di Fano
La battaglia di Fano fu combattuta nel 271 tra l'esercito romano guidato dall'imperatore Aureliano e gli Alemanni: lo scontro risultò in una vittoria romana.
La battaglia combattuta a Fano, nei pressi del Metauro fu la seconda dello scontro tra Romani e Alemanni a seguito all'invasione del 271 del territorio romano da parte della popolazione germanica.

## Antefatto
Gli Alemanni (Iutungi), che si erano trovati di fronte il nuovo imperatore Aureliano, avevano avuto ragione dei propri avversari nella battaglia di Piacenza in cui avevano sorpreso e sbaragliato le truppe dell’imperatore; si erano poi diretti verso sud, passando per l’Aemilia e l’Ager Gallicus ma, ignorando le città costiere, si diressero verso Roma. Appena lasciata la via costiera nei pressi di Fanum Fortunae, imboccando la via Flaminia lungo il corso del Metauro, Aureliano, che nel frattempo aveva ricompattato il proprio esercito e inseguito gli invasori, li costrinse allo scontro per una seconda volta.

## Battaglia
L'imperatore romano costrinse gli Alemanni a schierarsi con il fiume alle spalle: quando riuscì a far arretrare le linee degli Iutungi, molti nemici caddero nel fiume annegando.

## Conseguenze
Gli Alemanni riuscirono, malgrado le perdite, a fuggire verso nord, tornando per la via Emilia per la quale erano discesi, portando con sé molto del bottino che avevano fatto per strada. Aureliano li incalzò, raggiungendoli nei pressi di Pavia, dove li sconfisse definitivamente.